# Comuna Adâncata, Ialomița
Adâncata este o comună în județul Ialomița, Muntenia, România, formată din satele Adâncata (reședința) și Patru Frați.

## Așezare
Comuna se află în extremitatea nord-vestică a județului, la limita cu județul Prahova, pe malul stâng al Prahovei, la vărsarea Cricovului Sărat în ea și la vărsarea ei în Ialomița. Ea este străbătută de șoseaua județeană DJ201A, care pleacă din DN2 lângă Coșereni și duce către DN1D la Cioranii de Jos. Pe teritoriul comunei, din această șosea se ramifică un alt drum județean, DJ101B care duce către comunele din nordul județului Ilfov, și de acolo prin sudul județului Prahova către Ploiești.

## Demografie
Componența etnică a comunei Adâncata
     Români (95,95%)
     Alte etnii (0%)
     Necunoscută (4,05%)
Componența confesională a comunei Adâncata
     Ortodocși (95,58%)
     Alte religii (0,25%)
     Necunoscută (4,17%)
Conform recensământului efectuat în 2021, populația comunei Adâncata se ridică la 2.398 de locuitori, în scădere față de recensământul anterior din 2011, când fuseseră înregistrați 2.723 de locuitori. Majoritatea locuitorilor sunt români (95,95%), iar pentru 4,05% nu se cunoaște apartenența etnică. Din punct de vedere confesional, majoritatea locuitorilor sunt ortodocși (95,58%), iar pentru 4,17% nu se cunoaște apartenența confesională.

## Politică și administrație
Comuna Adâncata este administrată de un primar și un consiliu local compus din 11 consilieri. Primarul, Ionel-Valentin Barbu[*], de la Partidul Social Democrat, este în funcție din 2016. Începând cu alegerile locale din 2024, consiliul local are următoarea componență pe partide politice:
|  | Partid                          | Consilieri | Componența Consiliului | Componența Consiliului | Componența Consiliului | Componența Consiliului | Componența Consiliului | Componența Consiliului | Componența Consiliului |
|  | ------------------------------- | ---------- | ---------------------- | ---------------------- | ---------------------- | ---------------------- | ---------------------- | ---------------------- | ---------------------- |
|  | Partidul Social Democrat        | 7          |                        |                        |                        |                        |                        |                        |                        |
|  | Partidul Național Liberal       | 3          |                        |                        |                        |                        |                        |                        |                        |
|  | Alianța pentru Unirea Românilor | 1          |                        |                        |                        |                        |                        |                        |                        |

## Istorie
La sfârșitul secolului al XIX-lea, comuna Adâncata făcea parte din plasa Câmpul a județului Prahova și era formată doar din satul de reședință, cu 1575 de locuitori ce trăiau în 250 de case și un bordei. Comuna avea o biserică și o școală înființată în 1872 și la care învățau 80 de elevi (dintre care, 4 fete). Satul Patru Frați făcea pe atunci parte din comuna Moldoveni din plasa Câmpul a județului Ialomița; și satul Patru Frați avea o biserică și o școală mixtă cu 42 de elevi.
În 1925, situația se păstra, comuna făcând parte din plasa Drăgănești a aceluiași județ Prahova și având 1815 locuitori.
În 1950, comuna Adâncata a trecut în administrarea raionului Urziceni din regiunea București. În 1968, județele au fost reînființate, dar comunele Adâncata și Moldoveni au fost ambele arondate județului Ilfov. Comuna Moldoveni s-a desființat, satul Patru Frați trecând la comuna Adâncata. În 1981, a avut loc o reorganizare administrativă a regiunii, și comuna Adâncata a fost transferată județului Ialomița, din care face parte și astăzi.

## Personalități
- Simion Gavrilă (1928 - 2010), arheolog;
- Mihai Ivăncescu (1942 - 2004), fotbalist;
- Vasile Jercălău (n. 1968), fotbalist.